# Lijst van voetbalinterlands Mauritanië - Zuid-Afrika
Deze lijst van voetbalinterlands is een overzicht van alle officiële voetbalwedstrijden tussen de nationale teams van Mauritanië en Zuid-Afrika. De landen hebben tot op heden twee keer tegen elkaar gespeeld. De eerste ontmoeting, een kwalificatiewedstrijd voor de Afrika Cup 2017, werd gespeeld in Nouakchott op 5 september 2015. Het laatste duel, de returnwedstrijd in dezelfde kwalificatiereeks, vond plaats op 2 september 2016 in Mbombela.

## Wedstrijden
| № | Plaats     | Datum            | Competitie                   | Wedstrijd                | Uitslag |
| - | ---------- | ---------------- | ---------------------------- | ------------------------ | ------- |
| 1 | Nouakchott | 5 september 2015 | Afrika Cup 2017 kwalificatie | Mauritanië − Zuid-Afrika | 3 − 1   |
| 2 | Mbombela   | 2 september 2016 | Afrika Cup 2017 kwalificatie | Zuid-Afrika − Mauritanië | 1 − 1   |

## Samenvatting
| Competitie              | Totaal gespeeld | Winst Mauritanië | Gelijk | Winst Zuid-Afrika | Doelsaldo Mauritanië – Zuid-Afrika |
| ----------------------- | --------------- | ---------------- | ------ | ----------------- | ---------------------------------- |
| Afrika Cup-kwalificatie | 2               | 1                | 1      | 0                 | 4 − 2                              |
| Totaal                  | 2               | 1                | 1      | 0                 | 4 − 2                              |

FFRIM · A-internationals · Mauritaans vrouwenelftal
1960 – 1969 · 
1970 – 1979 · 
1980 – 1989 · 
1990 – 1999 · 
2000 – 2009 · 
2010 – 2019 ·
2020 − 2029
Algerije ·
Angola ·
Bahrein ·
Benin ·
Botswana ·
Burkina Faso ·
Burundi ·
Canada ·
Centraal-Afrikaanse Republiek ·
Comoren ·
Congo-Brazzaville ·
Congo-Kinshasa ·
Equatoriaal-Guinea ·
Egypte ·
Ethiopië ·
Gabon ·
Gambia ·
Guinee ·
Guinee-Bissau ·
Irak ·
Ivoorkust ·
Jemen ·
Jordanië ·
Kaapverdië ·
Kameroen ·
Kenia ·
Lesotho ·
Libanon ·
Liberia ·
Libië ·
Madagaskar ·
Mali ·
Marokko ·
Mauritius ·
Mozambique ·
Niger ·
Oeganda ·
Oman ·
Palestina ·
Rwanda ·
Saoedi-Arabië ·
Senegal ·
Sierra Leone ·
Soedan ·
Somalië ·
Syrië ·
Tanzania ·
Togo ·
Tunesië ·
Verenigde Arabische Emiraten ·
Zambia ·
Zimbabwe ·
Zuid-Afrika ·
Zuid-Jemen ·
Zuid-Soedan
SAFA · A-internationals · Bondscoaches · Selecties · Statistieken · Zuid-Afrikaans vrouwenelftal · Olympisch elftal · Zuid-Afrika U21 · Zuid-Afrika U19 · Zuid-Afrika U17
1906 – 1919 ·
1920 – 1929 ·
1930 – 1939 ·
1940 – 1949 · 
1950 – 1959 · 
1960 – 1969 · 
1970 – 1979 · 
1980 – 1989 · 
1990 – 1999 · 
2000 – 2009 · 
2010 – 2019 ·
2020 − 2029
AC 1996 · 
AC 1998 · 
AC 2000 · 
AC 2002 · 
AC 2004 · 
AC 2006 · 
AC 2008 · 
AC 2013
WK 1998 · 
WK 2002 · 
WK 2010
OS 2000 ·
OS 2016 ·
OS 2020
1947 · 
1948–1949 · 
1950 · 
1951-1952 ·
1953 · 
1954 · 
1955 · 
1956–1991 · 
1992 · 
1993 · 
1994 · 
1995 · 
1996 · 
1997 · 
1998 · 
1999 · 
2000 · 
2001 · 
2002 · 
2003 · 
2004 · 
2005 · 
2006 · 
2007 · 
2008 · 
2009 · 
2010 · 
2011 · 
2012 · 
2013 · 
2014 · 
2015 · 
2016 ·
2017 ·
2018 ·
2019 ·
2020 ·
2021 ·
2022 ·
2023 ·
2024
Algerije ·
Andorra ·
Angola ·
Argentinië ·
Australië ·
Benin ·
Bolivia ·
Botswana ·
Brazilië ·
Bulgarije ·
Burkina Faso ·
Burundi ·
Canada ·
Centraal-Afrikaanse Republiek ·
Chili ·
Colombia ·
Comoren ·
Congo-Brazzaville ·
Congo-Kinshasa ·
Costa Rica ·
Denemarken ·
Duitsland ·
Ecuador ·
Egypte ·
Engeland ·
Equatoriaal-Guinea ·
Ethiopië ·
Frankrijk ·
Gabon ·
Gambia ·
Georgië ·
Ghana ·
Guatemala ·
Guinee ·
Guinee-Bissau ·
Honduras ·
Ierland ·
IJsland ·
Irak ·
Israël ·
Italië ·
Ivoorkust ·
Jamaica ·
Japan ·
Kaapverdië ·
Kameroen ·
Kenia ·
Lesotho ·
Liberia ·
Libië ·
Madagaskar ·
Malawi ·
Mali ·
Malta ·
Marokko ·
Mauritanië ·
Mauritius ·
Mexico ·
Mozambique ·
Namibië ·
Nederland ·
Nieuw-Zeeland ·
Niger ·
Nigeria ·
Noord-Korea ·
Noorwegen ·
Oeganda ·
Panama ·
Paraguay ·
Polen ·
Portugal ·
Rwanda ·
Saoedi-Arabië ·
Sao Tomé en Principe ·
Schotland ·
Senegal ·
Servië ·
Seychellen ·
Sierra Leone ·
Slovenië ·
Soedan ·
Spanje ·
Swaziland ·
Tanzania ·
Thailand ·
Trinidad en Tobago ·
Tsjaad ·
Tsjechië ·
Tunesië ·
Turkije ·
Uruguay ·
Verenigde Arabische Emiraten ·
Verenigde Staten ·
Zambia ·
Zimbabwe ·
Zuid-Soedan ·
Zweden
Frankrijk (2010) ·
Mexico (2010) ·
Paraguay (2002) · 
Slovenië (2002) · 
Spanje (2002) · 
Uruguay (2010)